# Крамар, Владимир Михайлович
Владимир Михайлович Крамар (1904, село Рыжановка, теперь Звенигородского района Черкасской области — 1999, город Киев) — советский военный деятель, начальник штаба Киевского военного округа, генерал-полковник. Депутат Верховного Совета УССР 6-го созыва.

## Биография
Родился в крестьянской семье.
С октября 1926 года — в рядах Красной армии.
Член ВКП(б) с 1929 года.
Получил высшее военное образование.
С июля по 21 ноября 1939 года - начальник оперативного отдела 15-й кавалерийской дивизии.
Участник Великой Отечественной войны с июня 1941 года. Служил начальником 1-й части, а с августа по сентябрь 1941 года — начальником штаба 32-й кавалерийской дивизии. В сентябре 1941 года был ранен, лечился в военных госпиталях.
С 1942 года служил помощником, затем заместителем начальника оперативного отдела штаба Донского, а потом Центрального фронтов. С 1944 по 1945 год — заместитель начальника оперативного управления штаба 1-го Белорусского фронта.
После войны продолжал службу в Советской армии на штабной работе. С мая 1953 по март 1954 года служил начальником штаба 13-й армии Прикарпатского военного округа. 
В марте 1954 — марте 1956 года — начальник штаба — 1-й заместитель командующего войск Закавказского военного округа.
С 1956 года — начальник Оперативного управления Главного оперативного управления Генерального Штаба Вооруженных Сил СССР. Принимал участие в разработке операции по подавлению вооруженного восстания в Венгрии осенью 1956 года.
В сентябре 1959 — декабре 1964 года — начальник штаба — 1-й заместитель командующего войсками Киевского военного округа.
В отставке с 21 декабря 1968 года. Проживал в Киеве. 
Скончался 8 сентября 1999 года в Киеве. Похоронен на Байковом кладбище. 

## Воинские звания
- Старший лейтенант (28.10.1935)
- Капитан (12.02.1938)
- майор (12.12.1940)
- подполковник (13.01.1942)
- полковник (23.11.1942)
- генерал-майор (11.07.1945)
- генерал-лейтенант (12.08.1954)
- генерал-полковник (27.04.1962)

## Награды
- орден Ленина (13.06.1952);
- три ордена Красного Знамени (27.03.1942; 4.08.1944; 05.11.1946);
- орден Кутузова I степени (18.12.1956);
- орден Кутузова II степени (06.04.1945);
- орден Суворова II степени (31.05.1945);
- два ордена Отечественной войны I степени (08.08.1943; 11.03.1985);
- два ордена Красной Звезды (02.02.1943; 03.11.1944);
- орден "Знак Почета" (31.10.1967);
- медаль «За оборону Сталинграда»
- медаль «За победу над Германией в Великой Отечественной войне 1941—1945 годов»
- другие медали СССР;
- иностранные награды.